# Wallaby
Wallaby er en uformel betegnelse for visse små og mellemstore arter af kænguruer. De klassificeres ikke anderledes taksonomisk end andre kænguruer. Ordet "wallaby" stammer fra sproget tilhørende de aboriginere som oprindeligt boede i Sydney-området i Australien. Som modsætning til wallabyer kaldes på engelsk kun de seks største arter i kænguru-familien (Macropodidae) for "kangaroo", heriblandt kæmpekænguruerne.